# Sinfonía n.º 3 (Mendelssohn)

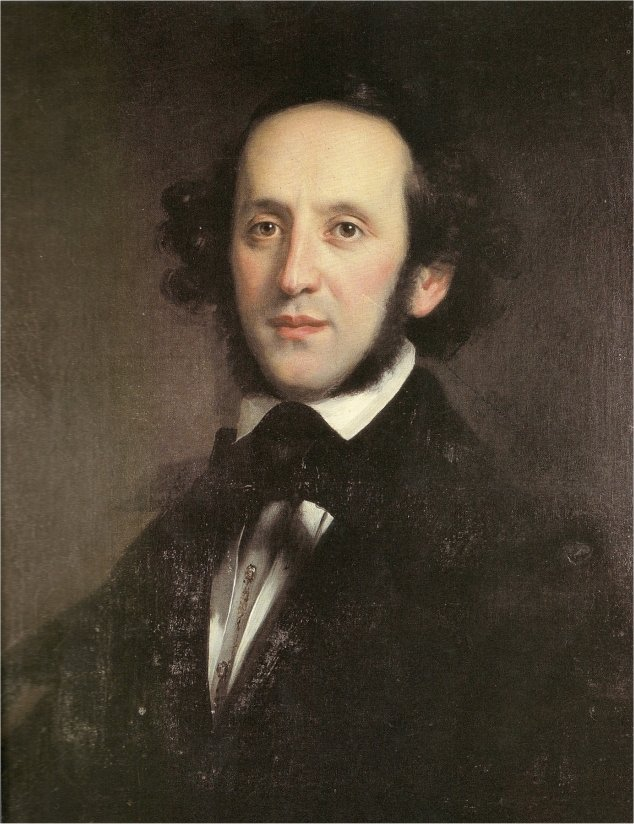
Mendelssohn en 1846.

La Sinfonía n.º 3 en la menor, Op. 56 (MWV N 18), también conocida como "Schottische Sinfonie" o "Sinfonía escocesa", fue compuesta por Felix Mendelssohn entre 1829 y 1842. La partitura está dedicada a la reina Victoria I del Reino Unido.

## Historia

### Composición
La trayectoria de Mendelssohn en el género sinfónico había comenzado en su adolescencia con la Sinfonía n.º 1 Op. 11 finalizada en 1824 con 15 años. A partir de esta obra la cronología de composición no se corresponde con la numeración de las sinfonías. En 1830 completó su Sinfonía de la Reforma y en 1833 su Sinfonía italiana, hoy conocidas como su quinta y cuarta sinfonías respectivamente. Después de esto esperó siete años antes de volver al género para componer en 1840 la Sinfonía Lobgesang, hoy conocida como la segunda. La última en ser escrita fue la Sinfonía escocesa que, aunque fue ideada en 1829, fue abandonada y no se terminó hasta 1842.
La composición propiamente dicha de este opus se desarrolló entre 1841 y 1842. Si bien, la primera inspiración para la sinfonía surgió en 1829 durante la primera visita de Mendelssohn a Gran Bretaña, tal y como muestran las cartas del propio compositor. Tras una serie de exitosos conciertos en Londres, Mendelssohn se embarcó en un viaje a pie por Escocia con su amigo Karl Klingemann.
Aunque Mendelssohn nunca renunció a su preocupación por la claridad y el equilibrio formales, no temía ir más allá y, dentro de ciertos límites, ser innovador; de hecho, sus composiciones instrumentales son las de un hombre en constante búsqueda de nuevas soluciones a los problemas inherentes a las formas existentes. Pero, como en su Obertura de las Hébridas, no era inmune a estímulos extramusicales; criado en un entorno familiar culto, desde muy joven se inspiró musicalmente en Shakespeare y Goethe, y en el paisaje, la leyenda y la historia. Tal vez pocas de sus obras acomoden más cómodamente los intereses compositivos contrapuestos de la lógica formal y el pictorialismo evocador que la Sinfonía escocesa. Su inspiración radica en una de las grandes obsesiones de la imaginación de los primeros románticos: las nieblas grises y las montañas de Escocia. El propio compositor había leído a Walter Scott, y también habría conocido los falsos poemas bárdicos de Ossian, por lo que no es difícil adivinar el tipo de atmósfera que buscaba cuando llegó por primera vez a Holyrood al comienzo de sus vacaciones escocesas. Y lo encontró. El 30 de julio de 1829 el compositor visitó las ruinas de la capilla del Palacio de Holyrood en Edimburgo, donde, según relató a su familia en una carta, recibió su inspiración inicial para la pieza:

«In der tiefen Dämmerung gingen wir heut nach dem Palaste (Holyrood), wo Königin Maria gelebt und geliebt hat. (...) Der Kapelle daneben fehlt nun das Dach. Gras und Efeu wachsen viel darin, und am zerbrochenen Altar wurde Maria zur Königin von Schottland gekrönt. Es ist alles zerbrochen, morsch und der heitere Himmel scheint hinein. Ich glaube, ich habe heute da den Anfang meiner Schottischen Symphonie gefunden.»
«En el profundo crepúsculo fuimos hoy al Palacio (Holyrood) donde la reina María vivió y amó. (...) A la capilla contigua le falta ahora el techo. La hierba y la hiedra crecen abundantemente en ella y en el altar roto donde María fue coronada reina de Escocia. Todo está destrozado, carcomido y el alegre cielo brilla en su interior. Creo haber encontrado allí el comienzo de mi Sinfonía escocesa.»
– Felix Mendelssohn, 30 de julio de 1829.

Pocas sinfonías tienen su momento de inspiración registrado con tanta precisión. Esbozó los primeros compases de lo que se convertiría en el tema inicial de la pieza y los adjuntó a la citada carta. Pero Mendelssohn dejó esta obra a un lado, y fue la Obertura de las Hébridas la que se erigió como su respuesta más inmediata a la experiencia escocesa. Pocos días después, el compositor y su acompañante visitaron la costa occidental de Escocia y la isla de Staffa, lo que a su vez le inspiró para iniciar Las Hébridas. Tras completar la primera versión de Las Hébridas, continuó trabajando en sus bocetos iniciales de lo que se convertiría en la Escocesa (n.º 3). Pero tuvo dificultades para progresar. Para entonces había caído bajo otra influencia pintoresca causada por una visita a Italia que, según él, le hizo "imposible volver a mi brumoso estado de ánimo escocés"; otra sinfonía le ocupaba ahora, la Italiana (n.º 4). Después de 1831, tras algunos esbozos dejó de lado la obra hasta 1841, cuando las decepciones de su vida le pusieron en un estado de ánimo similar al que había experimentado en Gran Bretaña 12 años antes. La precocidad de la concepción y de los bocetos puede explicar la falta de claridad de algunos de los temas. El maestro alemán finalizó la composición el 20 de enero de 1842, siendo esta la última sinfonía que completó.

### Estreno y publicación
El estreno se celebró el 3 de marzo de 1842 en Leipzig con la interpretación de la Orquesta de la Gewandhaus bajo la batuta del propio compositor.
La primera edición de la obra fue llevada a cabo por la editorial Breitkopf & Härtel en 1843 en Leipzig. La dedicatoria que figura en la partitura es para la reina Victoria I del Reino Unido. Esto se debió a que tras una exitosa interpretación de la sinfonía en Inglaterra en 1842, Mendelssohn recibió permiso para dedicar la pieza a la reina.

## Instrumentación
La partitura está escrita para una orquesta formada por:
- Viento madera: 2 flautas, 2 oboes, 2 clarinetes en la y si, 2 fagotes.
- Viento metal: 2 trompas en do y la, otras dos en mi, fa y do, 2 trompetas en re.
- Percusión: timbales.
- Cuerda: una sección de cuerdas con violines I y II, violas, violonchelos y contrabajos.

## Estructura y análisis
La sinfonía consta de cuatro movimientos:
- I. Andante con moto, en la mayor 3
4 – Allegro un poco agitato, en la menor 6
8
- II. Scherzo. Vivace non troppo, en fa mayor 2
4
- III. Adagio, en la mayor 2
4
- IV. Allegro vivacissimo, en la menor 2
2 – Allegro maestoso assai, en la mayor 6
8

La interpretación de esta obra dura aproximadamente 36 minutos. Por indicación del compositor estos cuatro movimientos deben tocarse sin interrupción, lo que la diferencia de las demás sinfonías de este autor. A las indicaciones de tempo de cada movimiento, Mendelssohn añade instrucciones que reflejan el carácter de la música, que transmite las impresiones que él mismo sintió sobre el paisaje escocés. Pese a su título, es discutible que ninguna de las melodías de esta obra se derive del folclore escocés. Mendelssohn era enemigo de las denominadas "músicas nacionales", y sólo en el scherzo puede encontrarse una reminiscencia de los ritmos típicos de las canciones escocesas.

### I.Andante con moto – Allegro un poco agitato
El primer movimiento, Andante con moto – Allegro un poco agitato, está escrito en la tonalidad de la menor y en compás de 6/8, aunque la introducción Andante está en la mayor y en 3/4. Responde a la forma sonata. Se abre con una larga introducción lenta, contenida, al estilo de Haydn, en la que el tema Holyrood evoca tonos sombríos y románticos. Gran parte del cuerpo principal del movimiento se basa en una transformación inquietantemente cadenciosa de este tema. De hecho, varios de los temas que figuran en el resto de movimientos están relacionados con este tema de apertura. Repentinamente pasa a un tempo Allegro un poco agitato con un tema principal tratado con la técnica de la variación. La orquestación es una de las más densas de Mendelssohn. Emplea modulaciones curiosas y estimulantes que abren tanto el desarrollo como la coda. El desarrollo es conciso y eficaz. Cuando el tema principal regresa en la recapitulación y la introducción vuelve en la coda, los temas se apuntalan con un contratema en los violonchelos. A lo largo del movimiento se mezclan episodios tormentosos (recordatorios de mares agitados y mal tiempo) con pasajes más tranquilos. Pero a pesar de las oportunidades que ofrece la robusta sección central de desarrollo, es en la larga coda donde realmente estalla la tempestad. La coda contiene la famosa "ola" cromática, interpretada por las cuerdas. Se cierra con un atmosférico retorno a la música de la introducción.

### II.Scherzo. Vivace non troppo
El segundo movimiento, Scherzo. Vivace non troppo, está en fa mayor, en compás de 2/4 y en forma sonata. Debido a la instrucción de interpretar los cuatro movimientos sin pausas entre ellos, este segundo se cuela casi antes de que nos demos cuenta y su presencia es breve. Contiene la música más abiertamente "escocesa" de toda la sinfonía. El jovial Scherzo deriva de la música folclórica escocesa, lo cual es una sorpresa, ya que en 1829 Mendelssohn se quejaba de que tales sonidos le daban "dolor de muelas". Contrasta fuertemente con el espeso movimiento inicial. Se desvanece y se disuelve para preparar el Adagio siguiente.

### III.Adagio
El tercer movimiento, Adagio, está en la mayor y en compás de 2/4. Es un Adagio cantabile en el que reina la resignación. Se aprecia una evidente referencia a Beethoven en las cuerdas graves, que tocan un motivo parecido al tema del Allegretto de la Sinfonía n.º 7 y también hay reminiscencias del Cuarteto de cuerda Op. 74. El movimiento está bellamente orquestado y consta de dos grandes secciones separadas por material recurrente. Es una pieza anhelantemente bella en la que una melancólica melodía cantabile es asediada varias veces por pasajes de amenaza, al más puro estilo de Schubert, antes de salir finalmente victoriosa y relativamente ilesa.

### IV.Allegro vivacissimo – Allegromaestosoassai
El cuarto y último movimiento, Allegro vivacissimo – Allegro maestoso assai, empieza en la menor con ritmo alla breve y luego pasa a la mayor en 6/8. Reaparecen las melodías populares en un Finale inusualmente poderoso y beligerante para Mendelssohn. Arranca con un tema saltarín y agresivo en los violines, apropiado para la indicación interpretativa adicional de la partitura, Allegro guerriero (rápido y guerrero). Si no parece exactamente música de batalla, podemos suponer que refleja recuerdos de otra visión que le impresionó, la de los Highlanders ataviados con atuendos resplandecientes. El movimiento está lleno de temas ingeniosamente contrastados y combinados. La técnica de la fragmentación impulsa la sección de desarrollo a medida que los temas se superponen y se tratan contrapuntísticamente. Tras la recapitulación no escuchamos una coda con referencias temáticas a la exposición. El compositor elige terminar no con un gran clímax arrollador, sino ralentizando la música en una coda Maestoso. En ella se escucha nuevo material junto con una última transformación cálidamente reconfortante del tema "Holyrood", que ahora transmite un aire de triunfo tras la "batalla" y aporta coherencia formal sin esfuerzo.

## Recepción de la obra
El musicólogo Siegfried Oechsle considera la Sinfonía escocesa como el ejemplo representativo de producción sinfónica de Mendelssohn. No sólo es la última sinfonía del compositor, sino también su obra cumbre en este género. Como argumentos para su tesis, Oechsle cita la estructura formal de la composición y la complejidad de la obra, la enorme extensión de la introducción y el hecho de que la op. 56 sea la única obra sinfónica del propio Mendelssohn que se imprimió.

## Discografía selecta
- 1973 – Mendelssohn: 5 Symphonien. Orquesta Filarmónica de Berlín, Herbert von Karajan (DG).
- 1979 – Mendelssohn: Symphonies No. 3 Scottish; No. 4 Italian; No. 5 Reformation. Orquesta Filarmónica de Israel, Leonard Bernstein (DG).
- 1985 – Mendelssohn: 5 Symphonies, 7 Overtures. Orquesta Sinfónica de Londres, Claudio Abbado (DG).